# Cyrtopodion lawderanum
Cyrtopodion lawderanum este o specie de șopârle din genul Cyrtopodion, familia Gekkonidae, descrisă de Stoliczka 1871. Conform Catalogue of Life specia Cyrtopodion lawderanum nu are subspecii cunoscute.